# Parque eólico Taltal
El parque eólico Taltal es un conjunto de generadores de energía eólica en el norte de Chile. Lleva el nombre de la comuna de Taltal, donde se ubica el proyecto, en la Región de Antofagasta, 1550 km al norte de Santiago. La conexión de la planta a la red eléctrica chilena se informó el 5 de diciembre de 2014.

## Detalles
El parque eólico Taltal cuenta con 33 aerogeneradores V112 de 3 MW cada uno, para una capacidad instalada total de 99 MW, 9 MW más que el parque eólico Talinay en la Región de Coquimbo, también en el norte de Chile. La inversión total para la construcción del nuevo parque eólico fue de aproximadamente $190 millones de dólares estadounidenses.
El proyecto está respaldado por un acuerdo de compraventa de energía de 20 años. La energía generada por el parque eólico es entregada a la red de transmisión del Sistema Interconectado Central (SIC), a través de la subestación Paposo, distante a 50 km de la planta. LEl parque eólico tiene capacidad para generar 300 GWh al año, evitando la emisión de 200.000 toneladas de CO 2 anuales y proporcionando energía eléctrica suficiente para satisfacer las necesidades energéticas de 170.000 hogares chilenos.